# C. 데니어 워렌
C. 데니어 워렌(C. Denier Warren, 1889년 7월 29일 ~ 1971년 8월 27일)은 미국의 배우, 연극 배우, 텔레비전 배우이다.
시카고에서 태어났으며 토키에서 사망하였다.

## 영화
- 로리타 (1962년)
- 키킹 더 문 어라운드 (1938년)